# Государственная измена (рассказ)
«Государственная измена» (англ. High Treason) — фантастический рассказ американского писателя Пола Андерсона. Впервые опубликован в 1966 г.

## Сюжет
Повествование ведётся от лица полковника космических сил Земли Эдварда Брекенриджа.
Идёт космическая война между Землёй и разумной расой морвов с планеты Морвэйн. Земляне терпят поражения и вынуждены оставлять врагу одну звёздную систему за другой. Война идёт относительно цивилизованно, но проигрывающие войну близорукие генералы дают Эдварду приказ нанести по базе снабжения врага — планете Савамор — ядерный удар с применением бомбы огромной мощности, которая на планете испепелит всё. Сам Эдвард против войны, поскольку общался с морвами, и считает уничтожение целой планеты с её биосистемой и всем населением поступком, находящимся за пределами добра и зла. И если земляне осмелятся применить сверхбомбу в тактических целях, преступив этим все законы морали, то ничто не помешает морвам поступить аналогично и с Землёй.
Эдвард принимает решение не выполнять приказ, а вместо этого направляет свою эскадру на второстепенное направление и в стычках с врагом приводит её в небоеспособное состояние, исключая тем самым возможность сожжения Савамора другим командиром. Удар по Савамору теперь невозможен, линия фронта спрямлена, дальнейшая война между двумя расами будет вестись по правилам. Эдвард находится в камере смертников по обвинению в государственной измене, размышляя, преступник ли он или герой.

## Публикации
- Пол Андерсон. Собрание сочинений в восьми томах. Том 3. — М.: Фабула, 1993. — 416 с. — 50 000 экз. — ISBN 5-86090-166-6.